# Blaindorf
Blaindorf là một đô thị thuộc huyện Hartberg thuộc bang Steiermark, nước Áo. Đô thị Blaindorf có diện tích 10,55 km², dân số thời điểm cuốinăm 2005 là 358 người.